# بويقة خضراء مصفرة
بويقة خضراء مصفرة (الاسم العلمي: Boiga flaviviridis) هي نوع من الزواحف تتبع جنس البويقة من فصيلة الأحناش.